# Macey (Aube)
Macey é uma comuna francesa na região administrativa de Grande Leste, no departamento de Aube. Estende-se por uma área de 20,46 km². Em 2010 a comuna tinha 980 habitantes (densidade: 47,9 hab./km²).